# Empis tristis
Empis tristis är en tvåvingeart som beskrevs av Friedrich Hermann Loew 1867. Empis tristis ingår i släktet Empis och familjen dansflugor. Inga underarter finns listade i Catalogue of Life.